# Orvosi biológia
Az orvosi biológia a biológiának azon területe, melynek gyakorlati alkalmazása megjelenik az orvostudományban, egészségügyben és a laboratóriumi diagnosztikában. Számos biomedicinális szakterületet és egyéb speciális területeket ölel fel, melyek tipikusan tartalmazzák a bio előtagot, mint például:
- molekuláris biológia, biokémia, biofizika, biotechnológia, sejtbiológia, embriológia
- nanobiotechnológia, laboratóriumi orvosi biológia
- citogenetika, genetika, génterápia
- bioinformatika, biostatisztika
- mikrobiológia, virológia, parazitológia
- fiziológia, patológia
- toxikológia

Az orvosi biológia a modern egészségügyi és laboratóriumi diagnosztika sarokköve. A tudományos és technológiai megközelítések széles skáláját érinti: az in vitro diagnosztikától az in vitro megtermékenyítésig, a cisztás fibrózis molekuláris mechanizmusától a HIV populációdinamikájáig, a molekuláris kölcsönhatások megértésétől a karciogenezis vizsgálatáig, az egypontos nukleotid-polimorfizmustól (SNP) a génterápiáig. 
A molekuláris biológián alapuló orvosi biológia egyesíti a molekuláris orvostudomány fejlesztését az emberi genom, transzkriptom, proteom és metabolom nagyszabású strukturális és funkcionális kapcsolataira, különös tekintettel az előrejelzés, diagnózis és terápia új technológiáinak kidolgozására.

## Fordítás
Ez a szócikk részben vagy egészben  a   Medical biology című angol Wikipédia-szócikk ezen változatának fordításán alapul.  Az eredeti cikk szerkesztőit annak laptörténete sorolja fel. Ez a jelzés csupán a megfogalmazás eredetét és a szerzői jogokat jelzi, nem szolgál a cikkben szereplő információk forrásmegjelöléseként.